# Вільний общник
Вільний общник (від церковнослов'янської «общник» — спільник, учасник) — добровільного товариства в Російської імперії.
Петербурзька академія мистецтв давала звання «почесний вільний общник» у XVIII та XIX сторіччях за видатні заслуги в галузі мистецтва художникам, скульпторам, архітекторам і граверам, історикам і теоретикам мистецтва, художнім критикам і колекціонерам, як російським, так і закордонним. Серед почесних общників були: Растреллі, Брюллов, Стасов.
Вираз також використовувався як назва членів добровільних пожежних бригад («вільний пожежний общник»).